# Huis de Dieu
Huis de Dieue (ook bekend als Huize Egmont) is een patriciërshuis aan de Langestraat 114, in de Noord-Hollandse plaats Alkmaar. Het is een rijksmonument met nr.7289.

## Geschiedenis
Het huis is ontworpen door Jean Coulon en werd gebouwd voor Carel de Dieu (1708-1789) en zijn vrouw Anna Bregita de la Croix (1711-1771). De Dieu liet het pand bouwen naar voorbeeld van grote grachtenpanden in Amsterdam. Uit de bouwtijd zijn vrijwel alle rekeningen en bouwtekeningen bewaard gebleven, waardoor de namen van verschillende ambachtslieden bekend zijn. Een deel van de opdrachtnemers was geen poorter van Alkmaar, maar kwam uit Amsterdam.
Tijdens de Brits-Russische expeditie naar Noord-Holland gebruikten de twee bevelhebbers van de alliantie het pand als hun hoofdkwartier. Voor de Bataafse Republiek gaat het om generaal Daendels en voor de Brits-Russische alliantie de hertog van York. Na 1813 werd het pand de burgemeesterswoning van Gijsbert Fontein Verschuir.
In 1944 kwam het pand in het bezit van verzekeringsmaatschappij het Hooge Huys, die het tot 2013 gebruikte. Het pand stond vervolgens vanwege het interieur in de belangstelling van Vereniging Hendrick de Keyser. Omdat de vereniging het aankoopbedrag niet bij elkaar kon krijgen ging de aankoop toen niet door. Sinds 2014 is het pand in gebruik bij een herensociëteit, Sociëteit de Dieu.

## Exterieur
De voorgevel van het patriciërshuis is drie traveeën breed en bekleed met platen van Bentheimer zandsteen. De gevel is vrij sober en kent alleen in het middelste travee en aan de dakrand rijke decoraties. Het middelste travee is licht risalerend, met daarin opgenomen de voordeur. Deze partij wordt geaccentueerd door een gebeeldhouwde omlijsting van de deur en de twee bovengelegen vensters. Helemaal bovenin staat een alliantiewapen. De deur en het bovenlicht zijn beide voorzien van gesneden decoraties in rococostijl. Op de hoeken zijn geblokte lisenen aangebracht, deze worden bekroond door een hoofdgestel in de Dorische orde. 

## Interieur
In het ontvangstvertrek aan de voorzijde van de woning zijn landschapsbehangels tegen de wanden geplaatst, deze zijn bedoeld om het bezoek van de familie De Dieu te imponeren. Alle vier de wanden zijn er mee bekleed en de doeken lopen vanaf de lambrisering tot aan het plafond. Op een van de doeken staan de twee echtelieden afgebeeld als herders. De compositie komt overeen met een prent van Jacob Neefs, terwijl die zijn prent heeft geïnspireerd op een schilderij van Jacob Jordaens.
In het gedecoreerde plafond is een ovaal geplaatst met daarin geschilderd een wolkenlucht met de Muzen, Apollo en Minerva. Dit doek is vervaardig door Hermanus van Gorkum. Het ovale stucwerk was van origine houtkleurig, vermoedelijk imitatie mahoniehout. Bij lambrisering en de schouwboezem was dat gebruikelijk, maar bij stucwerk op het plafond was dat juist ongebruikelijk. De rijk gedecoreerde schouw is gebeeldhouwd door Asmus Frauen. Deze heeft verschillende bladmetalen, waaronder bladgoud, soorten glasstrooisel en gekleurde lakken gebruikt om de schouw mee te decoreren.
Om de schilderingen te proberen tegen te veel uv-licht te beschermen zijn de ramen van de pronkkamer aan de binnenzijde beplakt met ultraviolet- en infraroodstralingwerende folie.
Ook de vier hoekkandelabers (kaarsenhouders) zijn uit de bouwperiode van de kamer. De kaarsenhouders zijn gemaakt door de Amsterdamse firma Langeraat. Reeds in de 19e eeuw werden deze kandelabers geëlektrificeerd.
Ook in de achterkamer zijn wandbespanningen aangebracht, deze zijn echter niet origineel. De achterkamer is door de vorige gebruiker van het pand, het Hooge Huys, van de doeken voorzien in de jaren 70 van de twintigste eeuw. In de linker voorkamer is een kleurenonderzoek gedaan, waarbij vele verflagen zijn ontdekt. Hieruit kan geconcludeerd worden dat deze kamer vaker aan de smaak van de tijd aangepast is dan de pronkkamer.

## Afbeeldingen

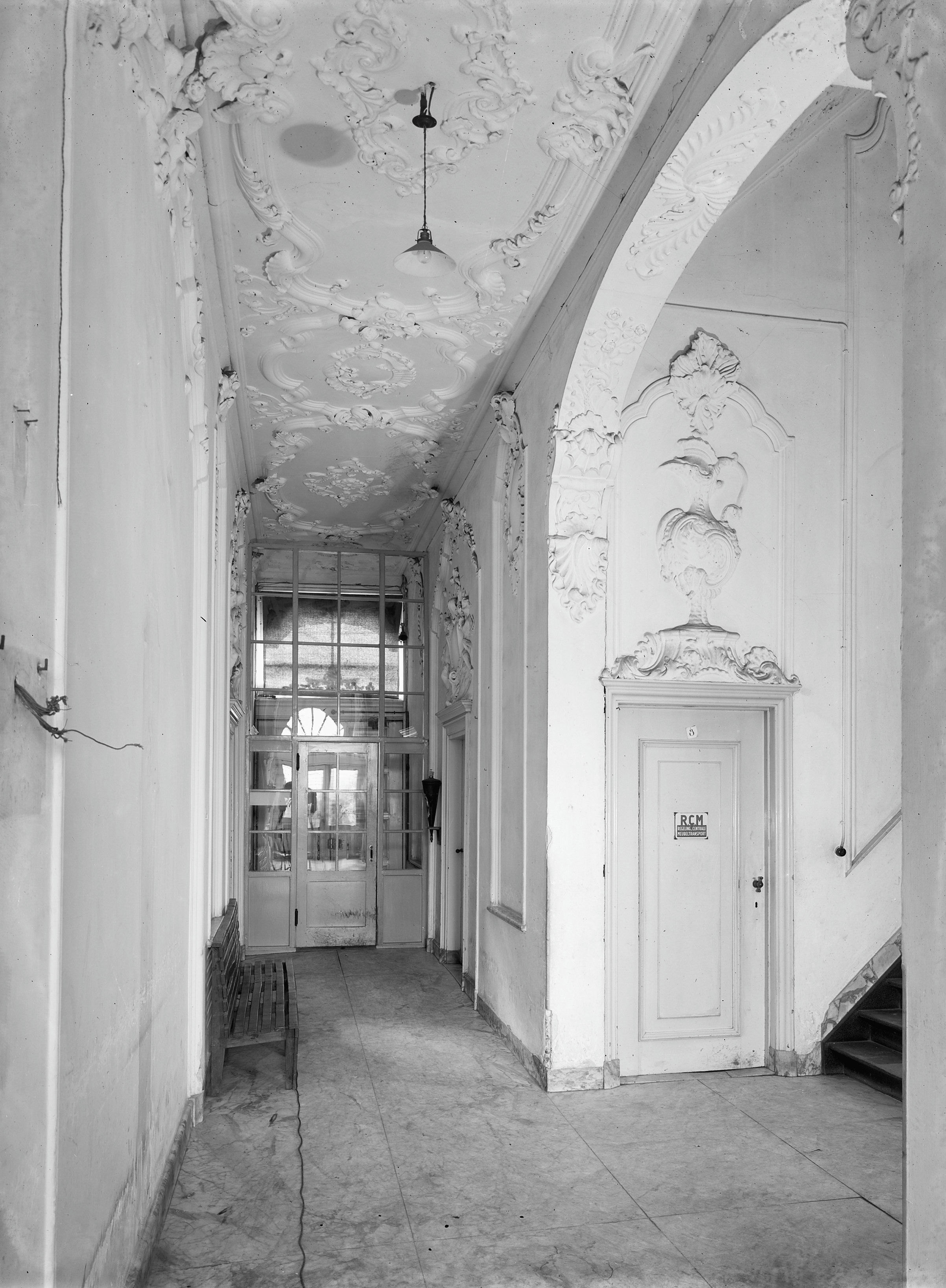
Benedengang
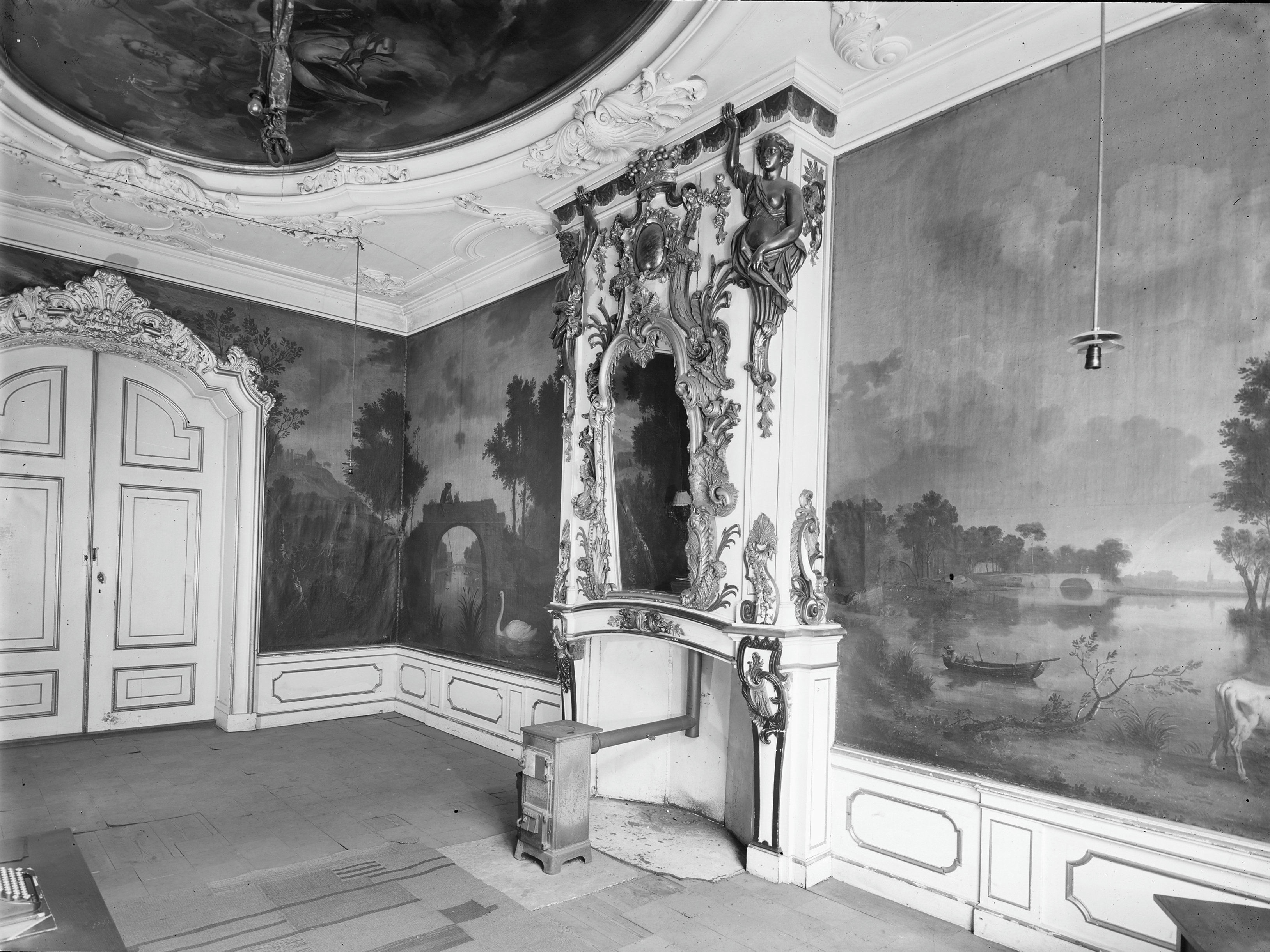
Rechter voorkamer

(Bron: Rijksdienst voor het Cultureel Erfgoed.)